# Ібарра (Гіпускоа)
Ібарра (баск. Ibarra, ісп. Ibarra) — муніципалітет в Іспанії, у складі автономної спільноти Країна Басків, у провінції Гіпускоа. Населення — 4335 осіб (2009).
Муніципалітет розташований на відстані близько 330 км на північний схід від Мадрида, 22 км на південь від Сан-Себастьяна.

## Демографія
Динаміка населення (INE ):

## Галерея зображень

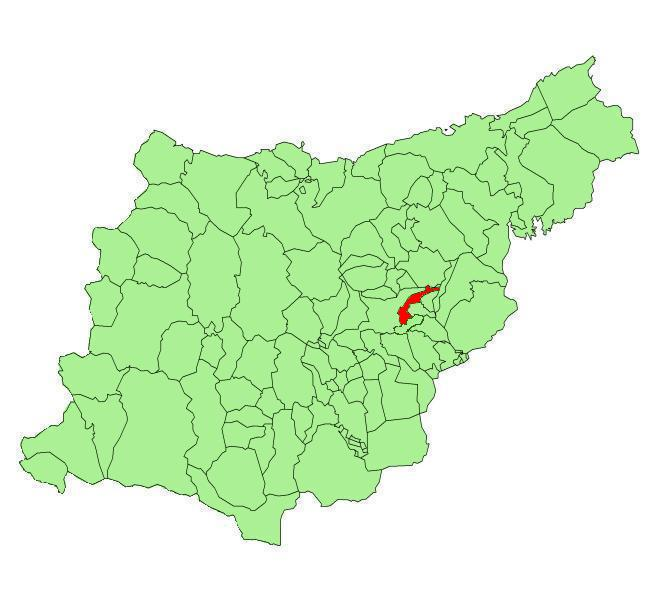
Розташування муніципалітету
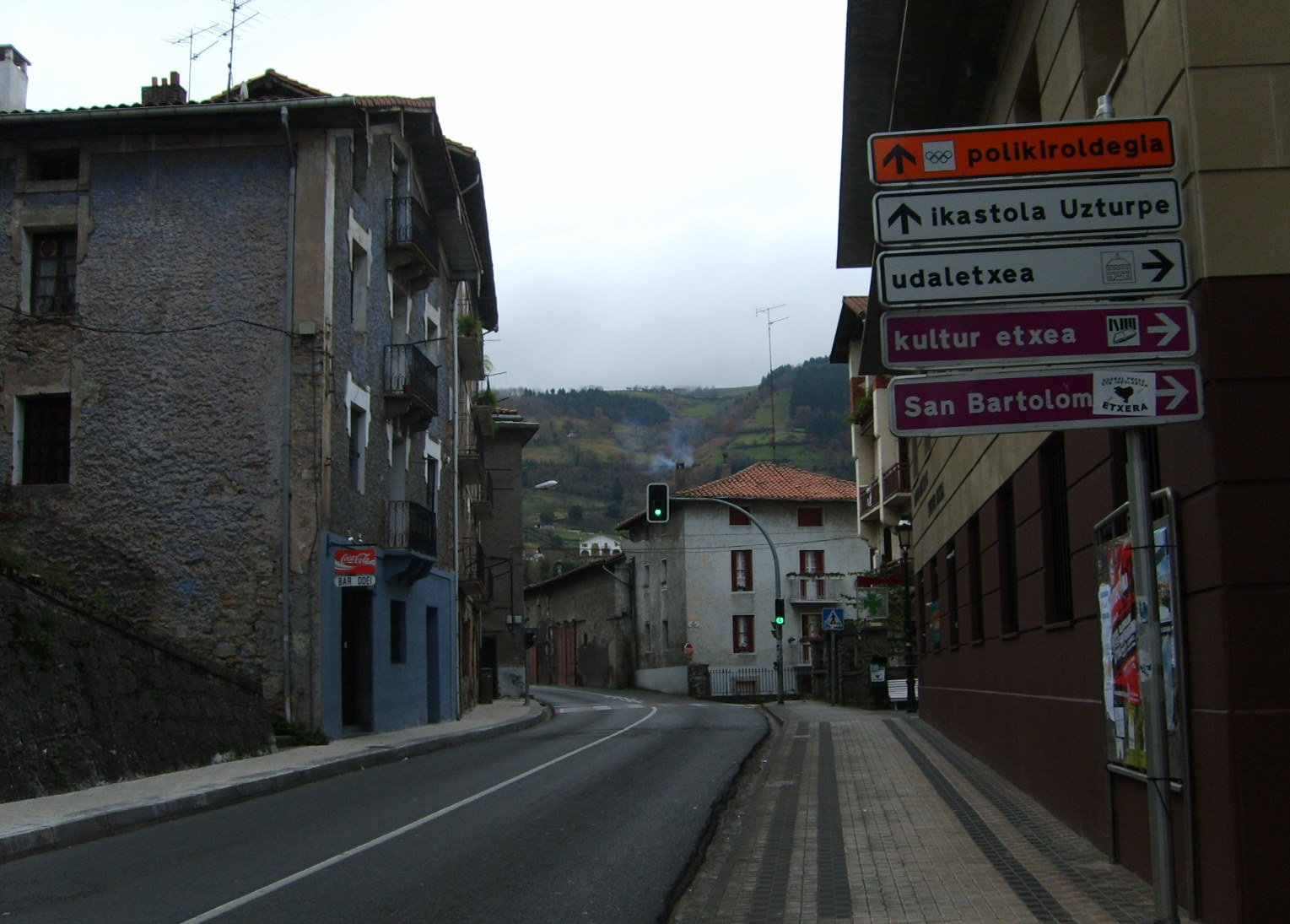
Ібарра